# Henry Bathurst (8e comte Bathurst)
Pour les articles homonymes, voir Henry Bathurst et Bathurst.
Henry Allen John Bathurst, 8e comte Bathurst (1er mai 1927 - 16 octobre 2011), titré Lord Apsley de 1942 à 1943, est un pair britannique, un militaire et un homme politique conservateur.

## Biographie
Fils aîné d'Allen Bathurst (Lord Apsley), et de son épouse Violet (née Meeking), il fait ses études au Collège d'Eton, au Ridley College, à Saint Catharines, en Ontario, au Canada, et à Christ Church, à Oxford.
Son père ayant été tué en 1942 alors qu'il est en service actif pendant la Seconde Guerre mondiale, Bathurst hérite des titres de famille à la mort de son grand-père, Seymour Bathurst (7e comte Bathurst), en 1943. Il s'enrôle dans l'armée en 1948, lorsqu'il est nommé gouverneur du Royal Agricultural College. Lord Bathurst sert dans le 10e Royal Hussars et plus tard dans le Royal Gloucestershire Hussars, et est promu capitaine dans l'armée territoriale au régiment de cavalerie local, les Royal Gloucestershire Hussars. Tout en travaillant sur son domaine, il est nommé MFH conjoint de la chasse au Vale of White Horse. Plus tard, il occupe des fonctions politiques sous Harold Macmillan en tant que Lord-in-Waiting (whip du gouvernement à la Chambre des lords) de 1957 à 1961. Le gouvernement conservateur le recommande comme lieutenant adjoint du comté en 1960. Il est promu ministre subalterne au poste de sous-secrétaire d'État adjoint au ministère de l'Intérieur de 1961 à 1962. Il est lieutenant adjoint du Gloucestershire de 1960 à 1986, après quoi il quitte la politique pour diriger le domaine familial basé autour de Cirencester Park (en).
À sa retraite, il s'installe à Manor Farm, Sapperton près de Cirencester. 

## Mariages et enfants
Il épouse le 20 mars Judith Mary (1931–2001), fille d'Amos Christopher Nelson et divorcent en 1976. Ils ont :
- Allen Bathurst, 9e comte Bathurst (né le 11 mars 1961), il épouse Hilary George en 1986 et ils divorcent en 1994. Ils ont deux enfants. Il se remarie avec Sarah L. Chapman le 5 juin 1995
- Henrietta Mary Lilias Bathurst (née le 17 octobre 1962), elle épouse Neil S. Palmer en 2000. Ils ont deux enfants:
  - Judith Kathleen Lilias Palmer (14 septembre 2001)
  - Alexander Henry Oliver Palmer (14 février 2004)
- Alexander Edward Seymour Bathurst (né le 8 août 1965), il épouse Emma Gae Sharpe en 1992. Ils ont un fils:
  - Harry John Seymour Bathurst (3 juillet 1996)

Après son divorce, Lord Bathurst se remarie le 17 janvier 1978 avec Gloria Rutherston, née Clary. Elle est décédée en 2018 .